# 常ノ花寛市
常ノ花 寛市（つねのはな かんいち、1896年11月23日 - 1960年11月28日）は、岡山県岡山市出身で出羽ノ海部屋に所属した大相撲力士。第31代横綱。本名は山野辺 寛一（やまのべ かんいち）。
大正時代に栃木山守也らと競い合って活躍し、現役引退後は第二次世界大戦中に日本相撲協会理事長に就任、終戦直後の東京で大相撲復興の基盤を築き、理事長在任中初の還暦土俵入りを行った。

## 来歴

### 山野辺少年の角界入り
1896年11月23日に岡山県岡山市で生まれるが、出生時で既に体重が5kgに達しており、怪童としてたちまち評判となった。山野辺少年はとても利発で、12歳の時に大阪で大規模な火災（北の大火）が発生した際には被災者支援として子供相撲大会を自ら企画、開催し、その純益を義援金として大阪へ送ったほどである。これを知った明治神宮宮司・大日本帝国陸軍の一戸兵衛が、法律関係の仕事に就いて常陸山谷右衛門を贔屓にしていた父を介して紹介し、13歳で出羽ノ海部屋へ入門、1910年1月場所で初土俵を踏む。この一年後に4歳年上の栃木山守也が入門しているが、栃木山は常ノ花より横綱昇進を先に果たしていることから栃木山が常ノ花の兄弟子と誤解されがちだが、正しくは栃木山は常ノ花の弟弟子である。
決して怪力では無く、栃木山守也より体重が重いと言っても細身で軽量なため、1917年5月場所で新入幕を果たしても横綱はおろか三役定着すら期待されていなかった。しかし、生来の負けん気の強さに加えて稽古熱心で、数多くの稽古相手に恵まれた環境と常陸山の厳しくも熱心な指導によって順調に出世した。1920年5月場所では大関に昇進するも稽古中の負傷によって全休、1921年1月場所では9勝1敗、同年5月場所では10戦全勝で初の幕内最高優勝を果たした。この成績であれば通常なら横綱昇進は決定的だったが、同じ東方には既に栃木山守也・大錦卯一郎がおり、横綱昇進は源氏山大五郎に先を越されてしまった。
その悔しさからさらに猛稽古に励み、1924年1月場所で8勝2敗の好成績を挙げ、9勝1分で幕内最高優勝を果たした栃木山に次ぐ成績として悲願の横綱昇進を確実にした。この場所では名古屋市中央区大池町の仮設国技館で行われた晴天10日間の興行で、東京相撲が初めて東京を離れて行った興行だったが、連日満員だったという。常ノ花は歴史的な意義のある場所で大勢の観客の声援を受け、横綱昇進を果たしたと言える。大錦卯一郎、源氏山大五郎に次ぐ、1910年1月場所で初土俵を踏んだ同期生から三人目の横綱であり、さらに大錦とは史上三組しか存在しない「同部屋同期生横綱」となった。新横綱の場所（1924年5月場所）では前場所優勝の先輩横綱栃木山を張出に回して正横綱におかれた。この後栃木山は1925年1月場所まで3連覇するが、5勝2敗2分1預、2敗9休（1休は現在なら不戦敗）の常ノ花が常に正横綱で栃木山は張出に据え置かれた。この栃木山にとっては不可解な番付編成が、1925年5月場所前の栃木山の突然の引退の一因ともされる。
1926年1月場所では横綱として初の全勝優勝を果たした。この場所から賜杯の贈呈が行われ始め、協会が正式に個人の優勝を制度として設定したとされている。ただしこの場所に渡されるはずであった賜杯は賜杯中央部分に皇室の菊の紋章が飾られていることから、皇室の『御紋章取締規則』に触れ、宮内省から差し止めの命令が出た。協会は菊の紋章を除いた小型の模杯を至急作成し、常ノ花にこれを授与した。現在の天皇賜杯の菊花大銀杯は、差し預かりが解けた1928年1月場所優勝の常陸岩から授与された。
大坂相撲との合併が行われたあとの1927年1月場所は不振によって、大坂相撲から編入した宮城山福松に優勝を奪われたが、3月・5月・10月場所といずれも10勝1敗で3連覇を果たし、1928年5月場所は3度目の全勝優勝を果たして第一人者の地位を不動のものとした。1929年9月場所には優勝したものの8勝3敗の成績で「3つも負けた者に天皇賜杯とは不敬」とする声が上がった。このため「3敗以上した場合はたとえ優勝しても賜杯の贈呈はしない」と規定が改定された。

### 突然の引退～理事長就任
しかし、さらなる飛躍が期待されている最中の1930年5月場所途中、十分な膂力を残したまま突然の現役引退を表明した。引退後は年寄・藤島を襲名すると、講談社から優勝力士に銀杯を贈りたいとの申し出があった。協会はこれを断ろうとしたが、藤島はこれに目をつけて「雑誌社も報道機関であるから相撲振興のために進んで受けるべきだ。不況の角界を再興させる道だ」と説得、申し出を受けることが決定した。
1932年1月6日に勃発した春秋園事件では、協会の使者として春日野と共に天竜三郎の説得にあたるなど、事件の完全収拾に全力を尽くした。この事件によって出羽海・入間川・高砂が引責辞任すると、春日野・立浪・錦島と共に取締に就任、1944年には力士出身としては初、第2代相撲協会理事長に就任した。1949年には出羽海を継承して蔵前国技館を建設する（1954年竣工）など、戦後間もない東京で大相撲復興の基盤を築いた。その蔵前国技館が完成して間もない1956年には、赤い綱を締めて、露払いに千代の山雅信、太刀持ちに時津風を従えて還暦土俵入りを行なった。現役理事長としての還暦土俵入りは史上初だった。
1949年1月に出羽海の死去を受けて出羽海部屋を継承したが、理事長在任中の部屋継承だったために協会運営が優先され、指導は部屋付きの親方衆に任せていた。自身の師匠在任中には千代の山雅信が横綱へ昇進しているものの、千代の山は先代からの弟子で直弟子ではなく、常ノ花が師匠に就任した際には既に大関目前まで上がっていた。出羽錦忠雄などの弟子も大半が千代の山と同様に先代からの弟子で、特に理事長時代は部屋の指導にも殆ど当たっておらず、部屋の指導に本腰を入れたのは相談役に退いてからのために、直弟子の栃錦清隆を横綱に育て、自身の没後に横綱となった栃ノ海晃嘉と大関となった栃光正之も入門時に育成した弟弟子の栃木山守也や理事長を務めながら1横綱3大関を育てた自身の後任理事長の双葉山定次と比べると部屋の師匠としての評価はあまり高くない。ただし、自身の師匠時代に入門した佐田の山晋松と北の富士勝昭は常ノ花の没後に横綱となっている。

### 自殺未遂事件～死去
1957年3月2日の衆議院予算委員会において、公益法人たる大日本相撲協会の在り方が追及されて、協会改革の世論が沸き起こった。続く4月3日の衆議院文教委員会では参考人として呼ばれたが、病気療養と称して欠席した。一連の議論で早急な協会改革を迫られることになったが、神経を磨り減らしたのと強い責任感から、同年5月4日に蔵前国技館内の取締室にガスを充満させ、鎧通しを用いて腹と首を割って割腹自殺を図った。発見が早かったため一命は取り留めたが、現役理事長の自殺未遂事件を重く受け止めた協会は出羽海理事長の退任と相談役への就任を決め、後任として時津風を据えた。戦後12年が経過した中での割腹自殺という前時代的な行いは、世間の不評を買った。
この後も日本相撲協会で隠然たる勢力を持ちつつ部屋の力士の養成に注力したが、1960年九州場所（11月場所）千秋楽翌日の11月28日、二日市温泉の旅館で胃潰瘍のため急死した。同年12月10日には勲三等瑞宝章が追贈され、同年12月26日に協会葬で送られた。墓所は谷中霊園(乙13-4)。

## 人物
右差し得意の速攻相撲で猛突っ張りもあり、櫓投げを得意とするなど取り口は派手なものだった。吉野山要次郎を苦手としており、1927年1月場所では手も足も出ないまま一気に押し出されたのを始め、1928年10月場所と1929年1月場所はいずれもうっちゃりで連敗している。
優勝10回（全勝3回）、昭和に入って年4場所に増えたことも関係するが、初めて優勝回数を2桁に乗せた力士だった。
「相撲往来」「力士時代の思ひ出」「近代力士生活物語」「私の相撲自傳」「近世大関物語」など多数の著作があるように、達筆でも知られた。亡くなる直前には後継者として九重を指名する遺言を遺したとされたが確証がなく、武蔵川が継承したことで九重独立騒動へつながった。そのため、遺族は九重を支持していた。
戦中・戦後の困難な時代に辣腕を振るって協会の発展に尽力した反面、その独裁的な傾向を非難する者も少なくなかった。自身の子飼い弟子であり後に部屋付の九重に帯同して九重部屋の横綱となった北の富士勝昭が自著で語るところによると、出羽ノ花國市と比べて吝嗇の傾向があり常ノ花が部屋の師匠を務めていた頃は部屋の食糧事情も充実していない部分があったという。

## エピソード
- 師匠である常陸山は常ノ花に大きな期待をかけていた。ある日の稽古後、常陸山は常ノ花を自室へ呼ぶと、弟子を殴るための愛用のステッキを差し出して「いつかこれをおまえに譲りたい。でも横綱になるまではやらんぞ」と言った。これは、常ノ花が横綱になれる男と見込んで出世を楽しみにしていたと共に、将来的には部屋を継承してほしいと考えていたと推測できる。常ノ花は常陸山の没後に横綱へ昇進したためにステッキを譲り受けたかは不明だが、「出羽海」は継承しているために部屋継承の点では常陸山の願いは叶えられたことになる。
- 引退時、NHKアナウンサーだった松内則三は「いつまでも ふくいくと咲け 常ノ花」と一句詠んだ。
- 1957年の自殺未遂事件の際、千代の山を後継者に指名する遺書を書いていたとされる。一命を取り留めたことで遺書は武蔵川によって破棄されたが、これが九重独立騒動につながることになる。
- 1986年6月、妻・静代と長男・行也が、出身地の岡山市に御下賜杯優勝模杯（天皇賜盃のレプリカ）をはじめとする品を郷土資料として寄贈した[9]。
- 出羽海部屋持ち時代のある日の稽古後、竹美山、佐田の山ら10人の力士の四股名を酔っぱらいながら命名した。佐田の山に対しては本名を聞くなり、「佐々田か…じゃあ『佐田の山』だ」と言い、竹美山には「竹沢…ん?お前はかわいい顔してるから…じゃあ『竹美山』だ」と名付けた。常ノ花はなお酔っぱらいながら「相撲が強くなりゃ四股名が立派に見える」と言ったが、竹美山は「なんか弱そうで…」と嫌がり、常ノ花の死去直前に「北の冨士」に改名している（のちに「北の富士」と再改名した）[10]。一方、佐田の山は北の富士同様に単純に四股名を付けられたと思っていたが、佐田の山本人は四股名で験を担ぐタイプではないと割り切っており、一時期のみ「佐田乃山」と改名したがすぐに元に戻し、そのまま引退まで改名しなかった。
- 北の富士勝昭の回想によると、常ノ花は麻雀が嫌いで花札を好んでいた。北の富士は常ノ花から「麻雀は脇が甘くなる。だから相撲に生きないが、花札は打つ時に脇が締まるからいいのだ」と聞かされていたとのことである[11]。
- 佐田の山の回想では、入門時の師匠だった常ノ花とまともに会話したのは前述の改名を決めた時にお礼に行った時と、死去前日にその日が千秋楽だった1960年九州場所の打ち上げで佐田の山の翌場所での入幕が確定的だったので、「あっ、佐田の山!来場所は幕内だな!頑張れよ」と言われた2回だけだったと回想していて、後者に関しては打ち上げ会場となる出羽海部屋の宿舎に来る前に他で酒を飲んでフグをしたたか食べて来たらしく、かなり酔った状態で会場に顔を出したそうである。佐田の山が入門した時点での常ノ花は協会理事長として多忙だった為に、師匠といっても殆ど部屋には顔を出さなく、部屋の稽古に顔を出す様になったのは相談役に退いてからだったそうだが、それでも顔を出すのは関取衆が稽古する辺りだった様である。
- 直弟子の北の富士は常ノ花が自殺未遂を図った当時まだ15歳で、後に「腹を切るのは昔の武士みたいで格好いいなとも感じました。やはり考えることは子供です」と当時を振り返っている。北の富士にとって常ノ花は花札の師匠でもあり、後年には「花札と相撲は国技だ」という冗談も言っていたと伝えている。死の前日から死亡しているところが確認されるまでのことを北の富士は「（1960年11月場所）千秋楽の夜、大好物のふぐ鍋を食べ、豪快に酒を飲んで大いにご機嫌だったのですが、朝起きたら亡くなっていたのです」と後に話している[12]。
- 孫は宝塚歌劇団52期生の常花代（父は横綱安藝ノ海節男）。
- 玄孫は山野邊力。令和7年3月の前相撲で新序一番出世を果たし、5月の春場所で序ノ口デビューを果たした[13]。

## 主な成績
- 通算成績：263勝81敗8分10預68休  勝率.765
- 幕内成績：221勝58敗8分6預68休 勝率.792
- 横綱成績：131勝31敗3分1預54休 勝率.809
- 大関成績：52勝13敗4分2預10休 勝率.800
- 現役在位：49場所
- 幕内在位：34場所
- 横綱在位：20場所
- 大関在位：8場所
- 三役在位：3場所（関脇3場所、小結なし）
- 各段優勝
  - 幕内最高優勝：10回（うち全勝3回）（1921年5月場所、1923年5月場所、1926年1月場所、1927年3月場所・5月場所・10月場所、1928年5月場所、1929年5月場所・9月場所、1930年3月場所）
  - 十両優勝：1回（1917年1月場所）

### 場所別成績
| 1910年 （明治43年） | （前相撲）                | x             | （前相撲）                    | x             |
| 1911年 （明治44年） | 東序ノ口16枚目 2–3        | x             | 東序二段98枚目 2–2 (1預)      | x             |
| 1912年 （明治45年） | 東序二段62枚目 3–2        | x             | 西序二段30枚目 4–1            | x             |
| 1913年 （大正2年） | 西三段目38枚目 4–1        | x             | 西三段目8枚目 2–2 (1預)       | x             |
| 1914年 （大正3年） | 西幕下60枚目 4–1          | x             | 西幕下32枚目 3–2              | x             |
| 1915年 （大正4年） | 西幕下19枚目 4–1          | x             | 西十両14枚目 3–1 (1預)        | x             |
| 1916年 （大正5年） | 西十両5枚目 2–3           | x             | 西十両11枚目 2–2 (1預)        | x             |
| 1917年 （大正6年） | 東十両5枚目 優勝 7–2      | x             | 西前頭12枚目 6–3 (1預)        | x             |
| 1918年 （大正7年） | 東前頭4枚目 5–4–1         | x             | 東前頭筆頭 8–1–1 旗手         | x             |
| 1919年 （大正8年） | 東関脇 6–3–1              | x             | 東関脇 7–2 (1預)              | x             |
| 1920年 （大正9年） | 西関脇 6–1–1 (1預)(1引分) | x             | 西大関 0–0–10                 | x             |
| 1921年 （大正10年） | 西大関 9–1                | x             | 東大関 10–0                   | x             |
| 1922年 （大正11年） | 東大関 7–2 (1預)          | x             | 西大関 5–4 (1引分)            | x             |
| 1923年 （大正12年） | 東大関 4–4 (2引分)        | x             | 西大関 9–0 (1預)(1引分)       | x             |
| 1924年 （大正13年） | 西大関 8–2                | x             | 東横綱大関 5–2–1 (1預)(2引分) | x             |
| 1925年 （大正14年） | 東横綱2 0–2–9             | x             | 西横綱2 3–1–6 (1引分)         | x             |
| 1926年 （大正15年） | 西横綱 11–0               | x             | 東横綱 0–0–11                 | x             |
| 1927年 （昭和2年） | 西横綱 7–4                | 西横綱 10–1   | 西横綱 10–1                   | 東横綱 10–1   |
| 1928年 （昭和3年） | 東横綱 0–0–11             | 西横綱 10–1   | 西横綱 11–0                   | 西横綱 9–2    |
| 1929年 （昭和4年） | 東横綱 4–4–3              | 東横綱 0–0–11 | 東横綱 10–1                   | 東横綱 8–3    |
| 1930年 （昭和5年） | 東横綱 8–3                | 東横綱 10–1   | 東横綱 5–4–2                  | 東横綱 引退 – |
| 各欄の数字は、「勝ち-負け-休場」を示す。 優勝 引退 休場 十両 幕下 三賞：敢=敢闘賞、殊=殊勲賞、技=技能賞 その他：★=金星 番付階級：幕内 - 十両 - 幕下 - 三段目 - 序二段 - 序ノ口 幕内序列：横綱 - 大関 - 関脇 - 小結 - 前頭（「#数字」は各位内の序列） |                           |               |                               |               |

- 1918年1月、5月、1919年1月、1920年1月、1924年5月の1休は相手力士の休場によるもの

## 改名歴
- 常ノ花 寛市（つねのはな かんいち）1910年1月場所 - 1930年10月場所

## 年寄変遷
- 藤島 秀光（ふじしま ひでみつ）1930年1月 - 1949年1月
- 出羽海 秀光（でわのうみ -）1949年1月 - 1960年11月28日